# Люцерна приморська
Люцерна приморська — вид рослин родини бобові (Fabaceae). лат. marina — «біля моря».

## Морфологія
Багаторічна трава, сіра або зеленувато-сіра, розгалужена, повзуча, із стеблами 10-50 см. Стебла дуже бліді й пухнасті. І трійчасті листя, і бутони густо вкриті м'якими волосками. Маленькі жовті квіти (від 5 до 10 мм) з'являються в компактних групах по 5-12. Фруктові стручки (4-6 мм в діаметрі) намотані дві або три спіралі з центральним отвором, за яким є два ряди невеликих шипів. Гладке ниркоподібне насіння коричневого кольору 1,5×3 мм.

## Поширення, біологія
Країни проживання: Алжир [пн.]; Єгипет [пн.]; Лівія [пн.]; Марокко; Туніс; Кіпр; Ізраїль; Ліван; Сирія [зх.]; Туреччина; Грузія; Російська Федерація — Краснодар; Україна [пд. і Крим]; Албанія; Болгарія; Колишня Югославія; Греція [вкл. Крит]; Італія [вкл. Сардинія, Сицилія]; Румунія; Франція [вкл. Корсика]; Португалія; Гібралтар; Іспанія [вкл. Балеарські острови і Канарські острови]. Обирає морські піски й дюни, прибережні місця проживання.

## Галерея

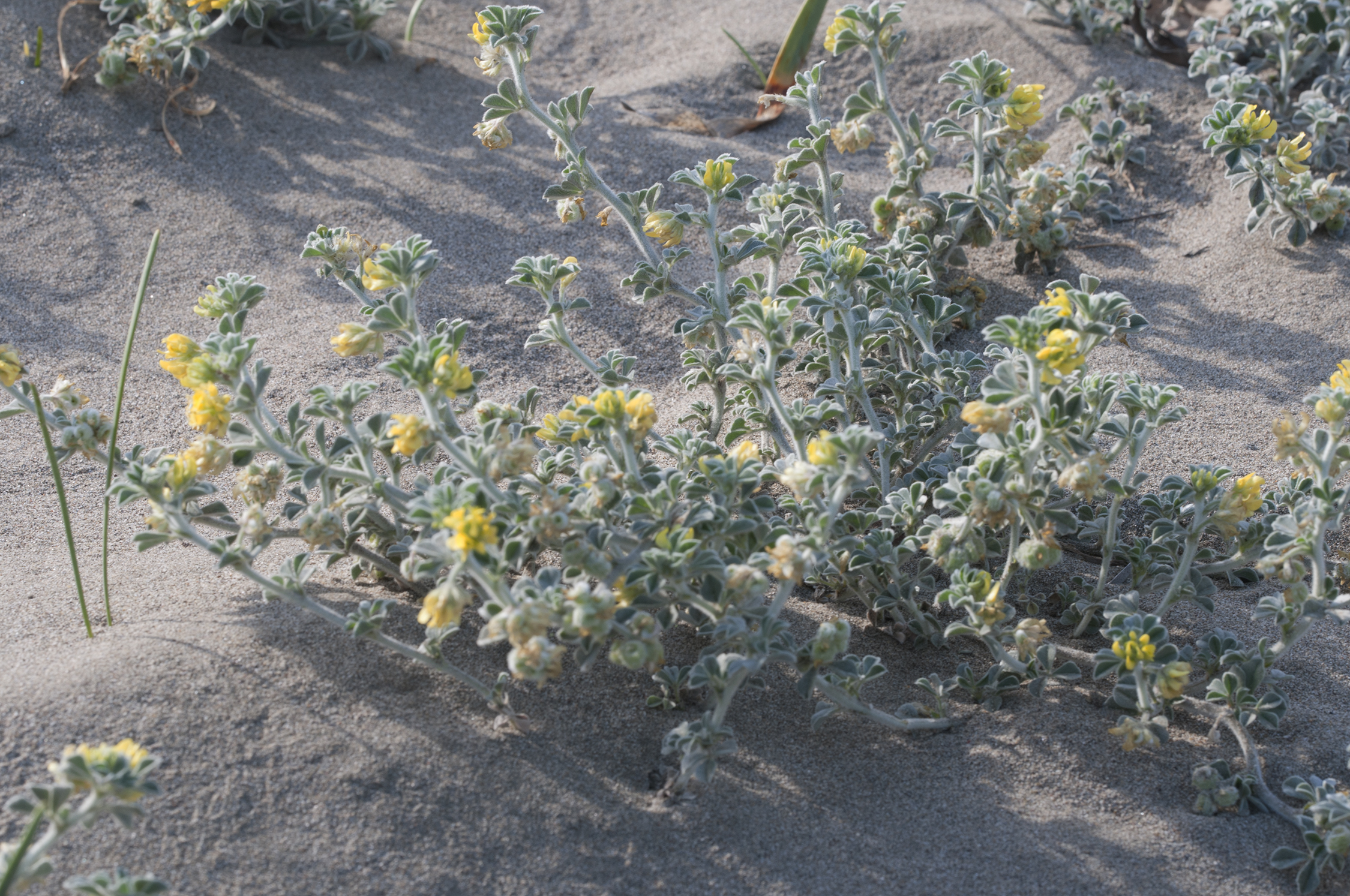
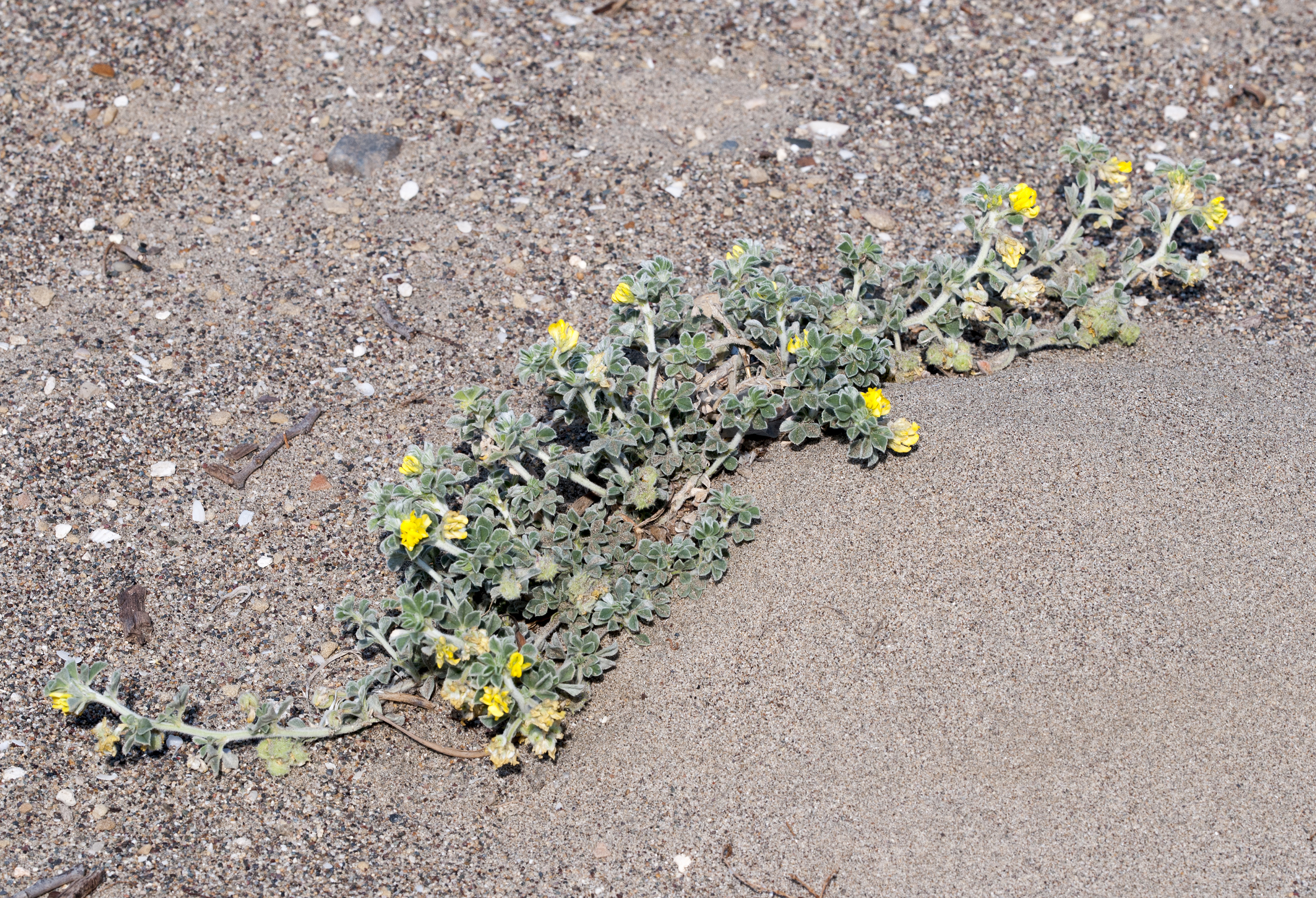
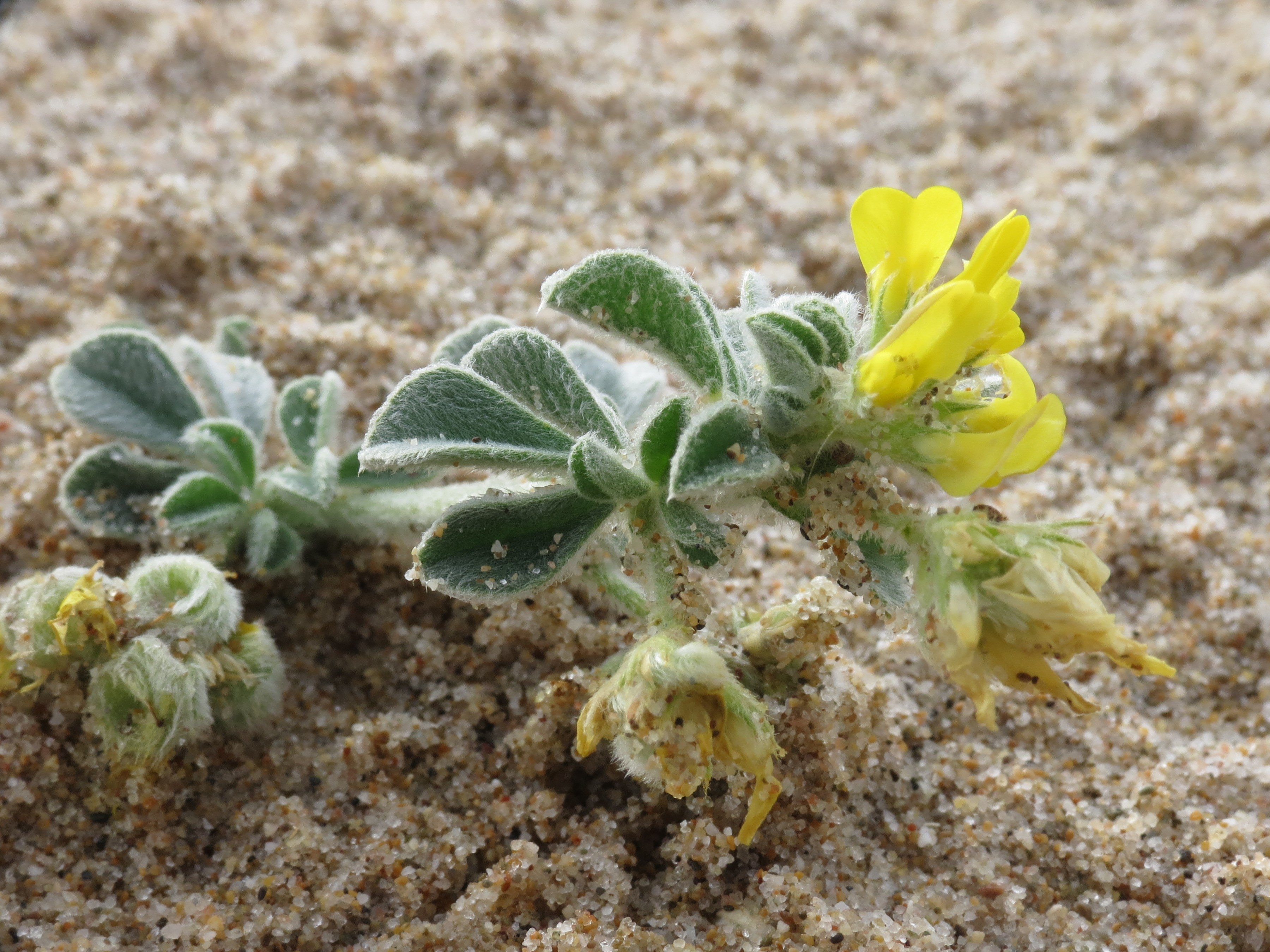
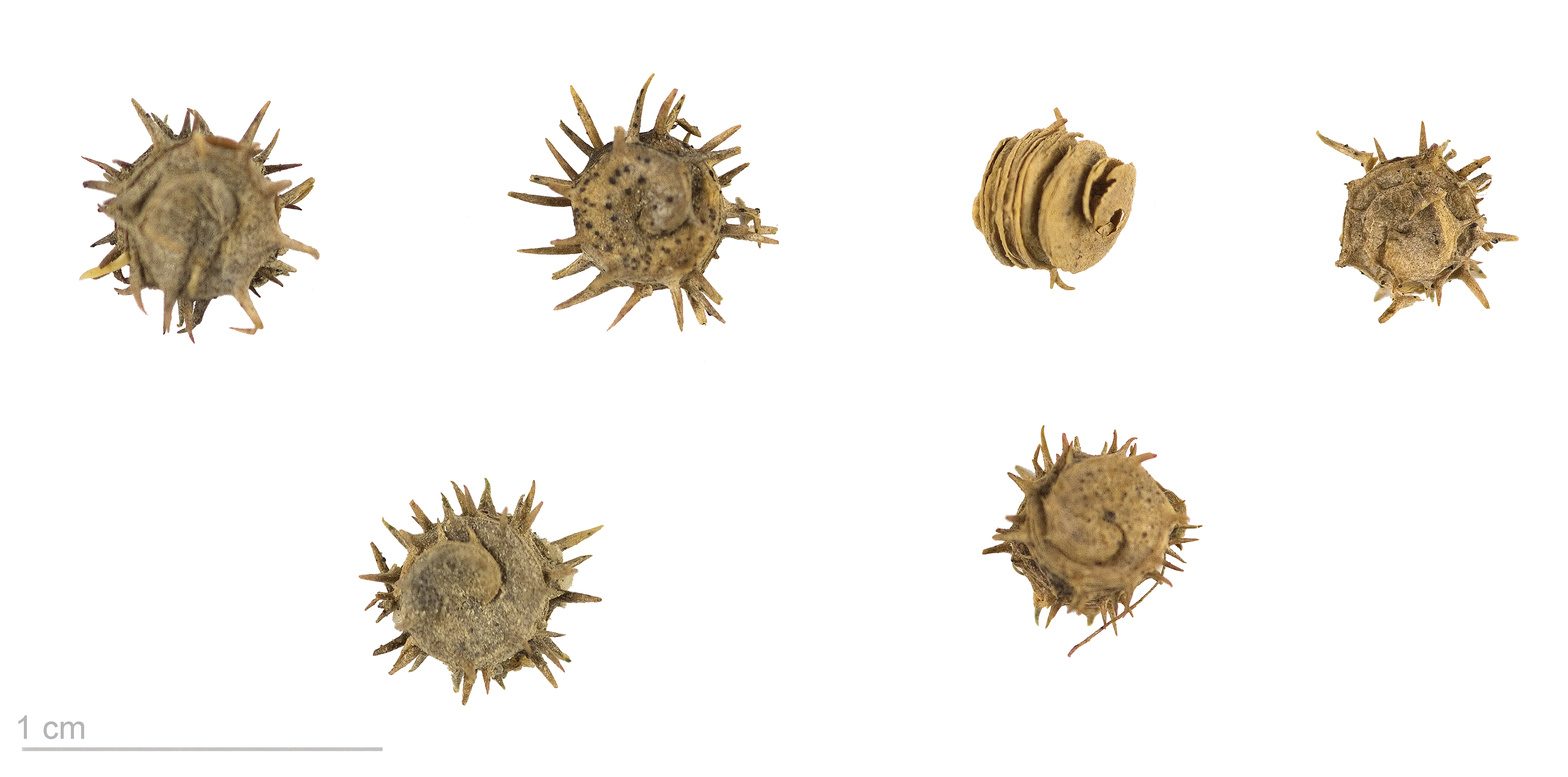

|  | Це незавершена стаття про бобові. Ви можете допомогти проєкту, виправивши або дописавши її. |